# Daniel Frasnay
Daniel Frasnay (* 26. August 1928 in Villeneuve-le-Roi; † 23. September 2019 in Charolles) war ein französischer Fotograf.

## Leben
Bei Kriegsende begann der 16-Jährige als Gehilfe des Porträtfotografen Roger Carlet zu arbeiten. Zu Beginn der 1950er Jahre nahm seine Karriere als Fotograf des „Grand Spectacle“ im Pariser Nachtleben ihren Start. Er wurde Hausfotograf im Nachtclub Lido und dort zum Dokumentar der großen Revuen, Ballett- und Theateraufführungen. Seit 1953 war er als freischaffender Fotojournalist für verschiedene bekannte Fotoagenturen und Magazine tätig.
Einige seiner Fotos erschienen 1956 in dem Band Paris la Nuit („Paris bei Nacht“), von dem weltweit etwa 1,5 Millionen Exemplare verkauft wurden. In den späten 1960er Jahren begann Frasnay, sich auf Porträts von Schriftstellern und Künstlern zu konzentrieren, mit denen ihn zum Teil langjährige Freundschaften verbanden. 

## Werke
- Robert Jacques (Text), Louis Touchagues (Illustrationen): Paris bei Nacht („Paris la nuit“). Werlag Hieronimi, Bonn 1957.